# Симиренко, Лев Платонович
Лев Плато́нович Симиренко (6 [18] февраля 1855, Млиев, Киевская губерния, Российская империя — 6 января 1920, Млиев, Украинская ССР) — украинский и советский селекционер-плодовод, помолог. Основоположник нового производственно-биологического направления в мировой помологии и сортоведении. Является автором широко известного сорта яблони «Ренет Симиренко». Отец советского учёного помолога, селекционера плодовых культур Владимира Львовича Симиренко.

## Биография
Родился в с. Млиев Городищенской волости Черкасского уезда Киевской губернии, в Российской империи, в семье коммерции советника, промышленника-сахарозаводчика и садовода — Платона Фёдоровича Симиренко.
В 1873 году, после окончания гимназии, поступил на физико-математический факультет Киевского университета, а вскоре перешёл на естественный факультет Новороссийского (ныне Одесского) университета. Как в Киеве, так и в Одессе Симиренко принимает активное участие в студенческом революционном движении. Трижды его арестовывали и содержали в тюрьмах за распространение запрещённой литературы и оказание материальной помощи народовольцам. В 1878 году, сразу же после окончания университета, его в административном порядке ссылают в г. Красноярск. Будучи в ссылке, он не прекратил своей революционной деятельности, за что некоторое время его содержали в одиночном заключении в Красноярском тюремном замке, а впоследствии перевели в отдалённую от большого сибирского тракта местность — в Балаганск Иркутской губернии, где он провёл два последних года своей ссылки.
В 1887 году Лев Симиренко вернулся из ссылки. Ему было разрешено поселиться на родине, в селе Млиев, без права проживания в столичных и губернских городах России. В течение последующих 12 лет он находился под надзором полиции.
Поселившись в Млиеве, Лев Симиренко посвятил себя делу развития садоводства. Критически оценивая состояние промышленного садоводства России, он отмечал, что одной из главных причин низкого уровня плодоводства в Российской империи является отсутствие необходимых знаний о сортах. Симиренко пришёл к выводу о необходимости закладки при питомниках коллекционных садов, где можно было бы наглядно знакомиться с сортами и экономически выгодно выращивать плодовые деревья лучших сортов, выдерживающих низкие температуры.
С целью создание такого хозяйства, которое представляло бы собой научную лабораторию по садоводству, в 1887 году организовывает первый в России помологический питомник и маточный сад, который вскоре стал единственной в России и одной из богатейших в Европе помологической коллекцией плодовых и ягодных растений. Симиренко поставил перед собой задачу всесторонне изучить собранные им сорта, в частности отношение их к климату, почве, влаге, стойкости против вредителей болезней, вкусовые достоинства плодов, лёжкость и прочие качества с тем, чтобы отобрать лучшие и рекомендовать их для массового разведения в промышленных и любительских садах.
Симиренко устанавливает деловые связи со всеми известными тогда плодоводами России, в том числе и с И. В. Мичуриным; собирает саженцы и черенки из разных мест Украины, Крыма, Кавказа, Молдавии, Прибалтики; устанавливает связи с различными фирмами и частными лицами Германии, Франции, Бельгии, Голландии, Австро-Венгрии, Италии, США и других стран мира и получает от них посадочный материал почти всех известных в то время сортов плодовых и ягодных культур.
К 25-летию существования питомника в его маточном саду насчитывалось 900 сортов яблони, 889 — груши, 81 — сливы, 350 — черешни и вишни, 115 — персика, 56 — абрикоса, 165 — крыжовника, 45 — ореха. В питомнике Симиренко была собрана коллекция цветочных и декоративных растений: 927 форм роз, 305 разновидностей хвойных деревьев и кустарников и много других декоративных растений. Всего в коллекции маточных насаждений было свыше 3000 разных сортов, форм и видов растений.
Наиболее известным сортом, выведенным Львом Симиренко в 1880-х годах, является сорт яблони «ренет Симиренко», который до сих пор пользуется популярностью в России, Украине, Белоруссии, а также странах Западной Европы. Основой стал ренет неизвестного происхождения, обнаруженный Львом Симиренко в отцовском саду.
В 1888 году Симиренко впервые приезжает в Крым, в Ялту:
«Я более чем неравнодушен к Крыму, к его дивным картинам природы, к его горам, к его воздуху… С ним у меня связано много самых светлых переживаний, и при каждом новом посещении этого чудного края я оказываюсь опять и опять во власти каких-то жгуче опьяняющих ощущений, как и в самый первый приезд туда».
Начиная с 1889 года Л. П. Симиренко в течение 20 лет тщательно изучает крымское промышленное плодоводство, его историю, культуру, сортимент, агротехнику и экономику. Результаты этих исследований он излагает в фундаментальном труде «Крымское промышленное плодоводство», который вышел в свет в 1912 году.
После Октябрьской революции Л. П. Симиренко остался в Млиеве, продолжая отдавать все силы и знания делу дальнейшего развития садоводства. Приказом Киевского губревкома Л. П. Симиренко был назначен директором и научным руководителем созданного им питомника.
В это время продолжал обобщать более чем 30-летний опыт своей работы по сортоизучению плодовых и ягодных культур. Уже завершалась большая работа — «Помология − иллюстрированное описание маточных сортиментов Питомника», но 6 января 1920 года Л. П. Симиренко погиб при невыясненных обстоятельствах, наиболее вероятной версией называют смерть от рук чекистов. Фатальный выстрел был произведен с улицы через окно.

## Заслуги
- Лев Симиренко Был избран членом-корреспондентом Бельгийского общества садоводов, а в 1895 году — Почётным членом Французского национального помологического общества.
- Труд Симиренко «Крымское промышленное плодоводство» был удостоен в 1913 году Золотой медали Французского национального общества садоводства, Большой Золотой медали имени Стевена на Всероссийской выставке плодоводства и в 1914 году — Большой Золотой медали города Петрограда на Международной выставке садоводства.

## Память
- В честь выдающегося садовода назван Институт помологии имени Л. П. Симиренко[укр.].
- В 1996 году была выпущена почтовая марка Украины, посвященная Льву Симиренко.
- В 1981 году в честь Льва Симиренко в Киеве названа улица.
- В честь Льва Симиренко в Одессе названа улица.
- В честь Льва Симиренко в Краснодаре в микрорайоне Фестивальный названа улица.
- В честь Льва Симиренко в Симферополе назван переулок.

## Труды
- Л. П. Симиренко «Крымское промышленное плодоводство» (1-й том — 1912 г.)
- Л. П. Симиренко «Помология» (в 3-х томах). 1-е изд. (1961—1963); 2-е изд. (1972—1974).